# (3249) Musashino
(3249) Musashino ist ein ungefähr fünf Kilometer großer Asteroid des inneren Hauptgürtels, der am 18. Februar 1977 von den japanischen Astronomen Hiroki Kōsai und Kiichirō Furukawa am Kiso-Observatorium am Berg Ontake-san in Kiso-machi im Landkreis Kiso-gun, Präfektur Nagano in Japan (IAU-Code 381) entdeckt wurde.

## Benennung
(3249) Musashino wurde nach der Stadt Musashino in der Präfektur Tokio benannt.